# Cherish (KIRINJIのアルバム)
『cherish』（チェリッシュ）は、日本のバンド・KIRINJIの14枚目のオリジナルアルバム。2019年11月20日に、Verveよりリリースされた。

## 背景と制作
KIRINJIは、前々作の『ネオ』、前作の『愛をあるだけ、すべて』、そして今回の『cherish』とダンスミュージックやヒップホップにフォーカスした作品が続いており、堀込は、本作の制作について「ちゃんと今の音楽として聴けるもので、なおかつ我々のような世代の人間も満足できるようなハーモニーとかメロディがちゃんとあるものを作りたい。特に今回はそこを意識して作りましたね。」と語っている。また、前作から本作までのスパンが約1年5か月と短かったことについては、「あんまり期間が空いてしまうと、作った曲がタイミングというか、そのときの社会の空気感とズレてきてしまうので、作ったらなるべく鮮度のいいまま届けたいと思いました。」と述べており、「前作の雰囲気を引き継ぎつつ作っていこうと考えていたので、2020年のリリースになってしまうと世の中のモードや自分の気分も変わってしまいそうだから、今のこの気分のまま早く作ろうと。」とも語っている。
アルバムの曲を書きはじめたのは2018年年末くらいだったという。春先にシングルを出す、という話があり、そのために「killer tune kills me feat. YonYon」、「Almond Eyes feat. 鎮座DOPENESS」、「雑務」などを書き溜めていた。その後ライブが続き、7、8月頃からまた本格的に曲作りに戻って、9月頃に仕上げられた。千ヶ崎によると、今回は「低音をしっかりさせよう」という話が最初からしっかりとコンセプトとしてあったという。そのため千ヶ崎もベースに工夫をしたといい、「生のベースに関しては録音の段階から意識して、できるだけ音のレンジを広く録ろうと。でも下が広すぎても良くはないんですよ。下がいるんだけど、ニュアンスがきちんと聴こえる帯域もしっかり出すという兼ね合いです。」と述べている。また、曲によってミックスエンジニアを使い分けていたりと、ミックスへのこだわりも指摘されている。これに関して堀込は、「以前はミッド（全体的な音の中域部）を聴かせたいという欲が強くて、前作からベース（全体的な音の低域部）やキック（バスドラム）を出す傾向になっています。今作はそれをより意識的にやりました。」と語り、その中で、「killer tune kills me feat. YonYon」を含む収録曲4曲をミックスしたエンジニア・D.O.Iの貢献が大きかったという。

## 音楽性
本作『cherish』は、前作から本格化していったダンスミュージック的な力強い音像が引き続き追求されたアルバムである。サウンドはいっそうグルーヴィになり、楽曲のムードは都会の夜の匂いが漂い、ヴォーカルはハイトーン主体のブラック・ミュージック・マナーを感じさせるものに変化している。これは昨今の国内シーンの主流といえるシティ・ポップ的スタイルであり、本作はそこに歌詞でヒネリの利いたユーモアやストレンジなラジカリズムが加わり、独自のセンスが際立っている。また、エレクトロニクスやヒップホップ、フュージョンを大胆に取り入れつつ、歌の面では、独自の言葉を操り、今日的な世界を見据えた刺激に満ちている。
千ヶ崎は、「前作のほうがベースも打ち込みもスムースなグルーヴのトラックが多いです。今回はドラムのトラックもリズムのトラックもスムースなんだけど、ベースはなるべく生々しいプレイをどう乗せようかということを意識しました。」と述べている。また堀込は、「あんまり先鋭的なところをめざしてしまうと、ポップスとしてのグルーヴがちょっと減ってしまう。だから「善人の反省」以外、どの曲も核となるメロディー、サビとなる部分に関してはガチッと作りました。」と語っており、本作では「テンポが速くないし、ド派手な曲ではないけど、ちゃんとグルーヴがあって、メロディもあって、気持ち良く揺れる感じ、ずっと聴いていられる感じ。」を意識していたという。

## 評価
本作は、『ミュージックマガジン』2021年3月号掲載の「特集 [決定版] 2010年代の邦楽アルバム・ベスト100」にて、第3位に選ばれた。村尾康郎は、選出に際してのコメントで、「持ち前の作家性と職人気質で時代と向き合い、恐れず変化することを選んだKIRINJIは、本作で新たなピークを迎えた。」と評価している。

## 収録曲
| 全作曲: 堀込高樹。 |                                      |                        |            |      |
| #                  | タイトル                             | 作詞                   | 作曲・編曲 | 時間 |
| 1.                 | 「「あの娘は誰?」とか言わせたい」    | 堀込高樹               | 堀込高樹   | 4:40 |
| 2.                 | 「killer tune kills me feat.YonYon」 | 堀込高樹               | 堀込高樹   | 4:11 |
| 3.                 | 「雑務」                             | 堀込高樹               | 堀込高樹   | 5:00 |
| 4.                 | 「Almond Eyes feat.鎮座DOPENESS」    | 堀込高樹・鎮座DOPENESS | 堀込高樹   | 4:56 |
| 5.                 | 「shed blood!」                      | 堀込高樹               | 堀込高樹   | 5:30 |
| 6.                 | 「善人の反省」                       | 堀込高樹               | 堀込高樹   | 4:11 |
| 7.                 | 「Pizza VS Hamburger」               | 堀込高樹               | 堀込高樹   | 4:15 |
| 8.                 | 「休日の過ごし方」                   | 堀込高樹               | 堀込高樹   | 4:03 |
| 9.                 | 「隣で寝てる人」                     | 堀込高樹               | 堀込高樹   | 4:36 |
| 合計時間:          | 合計時間:                            | 合計時間:              | 41:15      |      |